# Мала Михайлівка (Білоцерківський район)
Мала́ Миха́йлівка —  село в Україні, у Білоцерківському районі Київської області. Населення становить 241 особа.

## Географія
На південно-східній околиці села річка Холоп впадає у Субодь.
| Україна | Це незавершена стаття з географії України. Ви можете допомогти проєкту, виправивши або дописавши її. |